# Раздел герцогства Бавария (1255)
Раздел герцогства Баварии 1255 г., Первый баварский раздел — произошедший 28 марта 1255 г. первый из череды разделов герцогства Бавария.

## Предыстория
Людвиг II Строгий и Генрих XIII после смерти отца Оттона II Светлейшего в 1253 г. сначала правили вместе, а осенью 1254 года решили разделить владения, к пасхе 1255 г. они окончательно оформили план:
- Людвиг получил Курпфальц и Верхнюю Баварию, которая длинной дугой простиралась от Швандорфа через Ингольштадт и Мюнхен до Вассербурга и Куфштайна. Он проживал в Мюнхене.
- Генрих занял Нижнюю Баварию, расположенную между Камом и Бад-Райхенхаллем, выбрав резиденцией город Ландсхут.

Этот раздел был нарушением существующих законов (имперские княжества считались неделимыми) и вызвал противодействие баварских епископов, которые обратились за помощью к чешскому королю Пржемыславу Отакару II. В августе 1257 года король Богемии Пржемысл Отакар вторгся в Баварию, но Людвиг и Генрих отбили нападение (что было редким случаем взаимодействия двух братьев) в битве при Мюльдорфе.
Два баварских герцогства были воссоединены в 1340 году при сыне Людвига II и императоре Священной Римской империи Людвиге IV со смертью Генриха XIV.